# Olympische Sommerspiele 1948/Leichtathletik – 400 m Hürden (Männer)

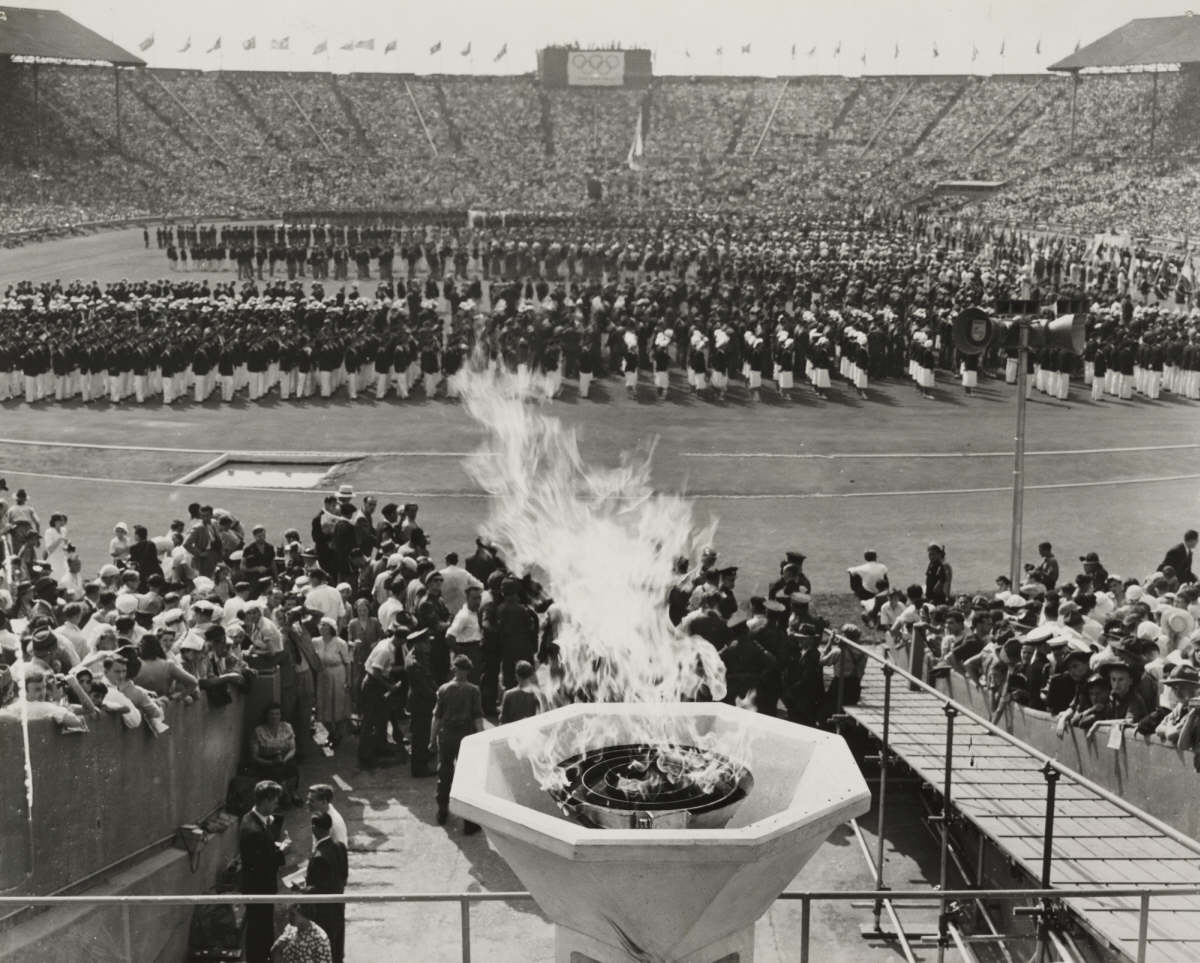
Eröffnungsfeier bei den Olympischen Spielen in London

Der 400-Meter-Hürdenlauf der Männer bei den Olympischen Spielen 1948 in London wurde am 30. und 31. Juli 1948 im Wembley-Stadion ausgetragen. 25 Athleten nahmen teil.
Olympiasieger wurde der US-Amerikaner Roy Cochran. Er gewann vor Duncan White aus Sri Lanka (heute Sri Lanka) und Rune Larsson aus Schweden.

## Rekorde

### Bestehende Rekorde
| Weltrekord         | 50,6 s | Glenn Hardin ( USA) | Stockholm, Schweden        | 25. Juli 1934  |
| Olympischer Rekord | 51,9 s | Glenn Hardin ( USA) | Finale OS Los Angeles, USA | 1. August 1932 |

Anmerkung zum olympischen Rekord:

Im olympischen Finale von 1932 war der Ire Bob Tisdall Olympiasieger in 51,7 s geworden. Aber seine Zeit war nach den damaligen Regeln nicht bestenlistenreif, weil Tisdall eine Hürde gerissen hatte.

### Rekordegalisierung / -verbesserungen
Der bestehende olympische Rekord wurde zweimal verbessert und einmal egalisiert:
- 51,9 s (Rekordverbesserung) – Rune Larsson (Schweden), erstes Halbfinale am 30. Juli
- 51,9 s (Rekordegalisierung) – Roy Cochran (USA), zweites Halbfinale am 30. Juli
- 51,1 s (Rekordverbesserung) – Roy Cochran (USA), Finale am 31. Juli

## Durchführung des Wettbewerbs
Die Athleten traten am 30. Juli zu sechs Vorläufen an, aus denen sich die jeweils zwei besten Wettbewerber – hellblau unterlegt – für das Halbfinale am selben Tag qualifizierten. Aus den beiden Halbfinals kamen die jeweils ersten Drei – wiederum hellblau unterlegt – in das Finale am 31. Juli.

## Vorläufe
30. Juli 1948, 14:30 Uhr

### Vorlauf 1
| Platz | Name               | Nation      | Zeit   |
| ----- | ------------------ | ----------- | ------ |
| 1     | Roy Cochran        | USA         | 53,9 s |
| 2     | Jacques André      | Frankreich  | 54,5 s |
| 3     | Hermelindo Alberti | Argentinien | 54,6 s |
| 4     | Jaime Aparicio     | Kolumbien   | 55,1 s |

### Vorlauf 2
| Platz | Name                  | Nation         | Zeit   |
| ----- | --------------------- | -------------- | ------ |
| 1     | Harry Whittle         | Großbritannien | 56,9 s |
| 2     | Jean-Claude Arifon    | Frankreich     | 56,9 s |
| 3     | Lazaros Petropoulakis | Griechenland   | 57,9 s |
| 4     | Mohsin Nazar Khan     | Pakistan       | 59,5 s |
| DNS   | José Luis Rubio       | Spanien        |        |

### Vorlauf 3
| Platz | Name              | Nation         | Zeit   |
| ----- | ----------------- | -------------- | ------ |
| 1     | John Holland      | Neuseeland     | 54,6 s |
| 2     | Bertel Storskrubb | Finnland       | 54,6 s |
| 3     | Kemal Horulu      | Türkei         | 55,1 s |
| 4     | Michael Pope      | Großbritannien | 55,3 s |
| DNS   | Bernabe Lovina    | Philippinen    |        |

### Vorlauf 4
| Platz | Name            | Nation         | Zeit   |
| ----- | --------------- | -------------- | ------ |
| 1     | Ottavio Missoni | Italien        | 53,9 s |
| 2     | Rune Larsson    | Schweden       | 54,5 s |
| 3     | Ronald Unsworth | Großbritannien | 55,1 s |
| 4     | Sergio Guzmán   | Chile          | 55,9 s |
| 5     | Mario Rosas     | Kolumbien      | 55,9 s |

### Vorlauf 5
| Platz | Name               | Nation     | Zeit   |
| ----- | ------------------ | ---------- | ------ |
| 1     | Dick Ault          | USA        | 54,7 s |
| 2     | Yves Cros          | Frankreich | 55,7 s |
| 3     | Werner Christen    | Schweiz    | 56,7 s |
| 4     | Huang Liangzhen    | China      | 57,7 s |
| DNS   | Fernando Fernandes | Portugal   |        |

### Vorlauf 6
| Platz | Name            | Nation      | Zeit   |
| ----- | --------------- | ----------- | ------ |
| 1     | Duncan White    | Ceylon      | 53,6 s |
| 2     | Jeff Kirk       | USA         | 54,3 s |
| 3     | Alf Westman     | Schweden    | 54,5 s |
| 4     | Bill LaRochelle | Kanada      | 54,9 s |
| DNS   | Julio Sabater   | Puerto Rico |        |

## Halbfinale
30. Juli 1948, 17:00 Uhr

### Lauf 1

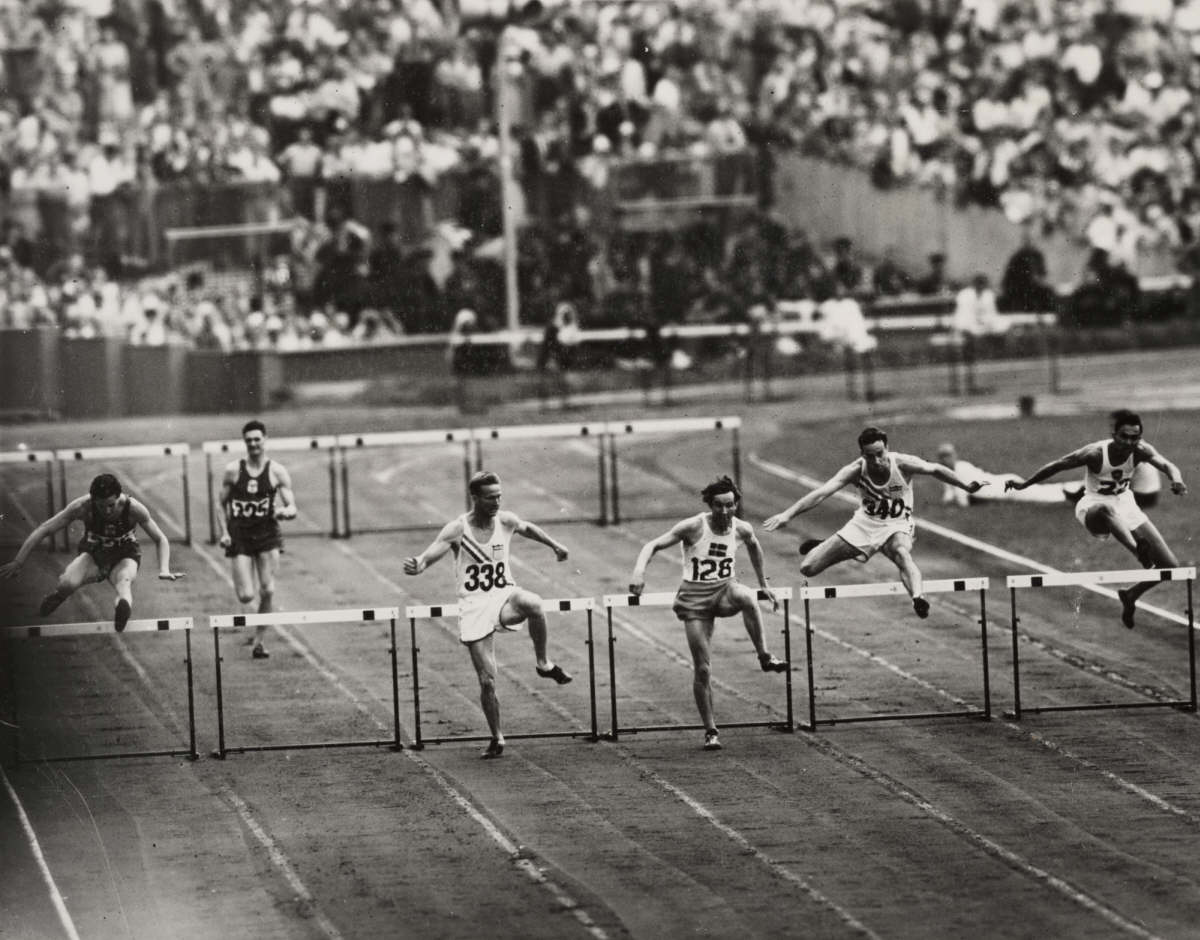
Erstes Halbfinale: Rune Larsson (128) vor Dick Ault (338), ganz links: Jean-Claude Arifon, im Hintergrund: Jacques André. rechts neben Larsson: Jeff Kirk, ganz rechts außen: Duncan White

| Platz | Name               | Nation     | Offiz. hand- gestoppte Zeit | Inoffiz. elek- tronische Zeit |
| ----- | ------------------ | ---------- | --------------------------- | ----------------------------- |
| 1     | Rune Larsson       | Schweden   | 51,9 s OR                   | 52,0 s0                       |
| 2     | Dick Ault          | USA        | 52,1 s000                   | 52,15 s                       |
| 3     | Duncan White       | Ceylon     | 52,1 s000                   | 52,34 s                       |
| 4     | Jean-Claude Arifon | Frankreich | 52,3 s000                   | 52,39 s                       |
| 5     | Jeff Kirk          | USA        | 52,5 s000                   | 52,49 s                       |
| 6     | Jacques André      | Frankreich | 56,3 s000                   | k. A.                         |

### Lauf 2
| Platz | Name              | Nation         | Offiz. hand- gestoppte Zeit | Inoffiz. elek- tronische Zeit |
| ----- | ----------------- | -------------- | --------------------------- | ----------------------------- |
| 1     | Roy Cochran       | USA            | 51,9 s ORe                  | 51,8 s0                       |
| 2     | Yves Cros         | Frankreich     | 52,5 s0000                  | 52,64 s                       |
| 3     | Ottavio Missoni   | Italien        | 53,4 s0000                  | 53,30 s                       |
| 4     | Harry Whittle     | Großbritannien | 53,4 s0000                  | 53,38 s                       |
| 5     | Bertel Storskrubb | Finnland       | 53,5 s0000                  | 53,65 s                       |
| 6     | John Holland      | Neuseeland     | 53,9 s0000                  | 53,87 s                       |

## Finale
31. Juli 1948, 15:30 Uhr
| Platz | Name            | Nation     | Offiz. hand- gestoppte Zeit | Inoffiz. elek- tronische Zeit |
| ----- | --------------- | ---------- | --------------------------- | ----------------------------- |
| 1     | Roy Cochran     | USA        | 51,1 s OR                   | 51,3 s0                       |
| 2     | Duncan White    | Ceylon     | 51,8 s000                   | 52,06 s                       |
| 3     | Rune Larsson    | Schweden   | 52,2 s000                   | 52,30 s                       |
| 4     | Dick Ault       | USA        | 52,4 s000                   | 52,56 s                       |
| 5     | Yves Cros       | Frankreich | 53,3 s000                   | 53,48 s                       |
| 6     | Ottavio Missoni | Italien    | 54,0 s000                   | 54,15 s                       |

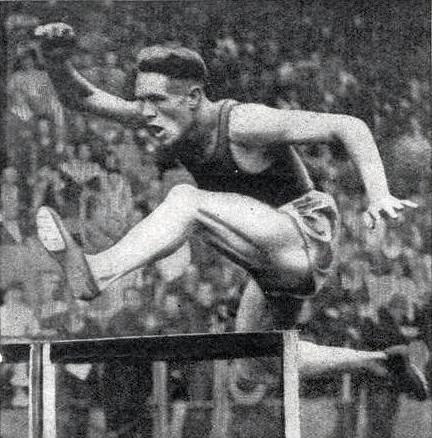
Der fünftplatzierte Yves Cros

Der Wettbewerb wurde vom US-Amerikaner Roy Cochran dominiert, der im Finale mit sechs Metern Vorsprung gewann. Die Silbermedaille ging an Duncan White aus Ceylon, der sich über 52,1 s im Halbfinale auf 51,8 s im Finale steigerte und damit den Schweden Rune Larsson auf den dritten Platz verwies. Larsson blieb drei Zehntelsekunden über seinen 51,9 s aus dem Halbfinale.
Duncan White gewann als erster Sportler dieses Inselstaats eine Medaille.

Rune Larsson errang die erste schwedische Medaille in dieser Disziplin.

Im neunten olympischen Finale lief Cochran zur siebten Goldmedaille der USA.

Von 27 Medaillen gewannen US-Athleten alleine siebzehn.

## Videolinks
- London 1948 Olympics - Official Full Film, Bereich 21:43 min bis 22:56 min, youtube.com, abgerufen am 24. Juli 2021
- The Olympic Games (1948) | BFI National Archive, Bereich 2:18 min bis 2:47 min, youtube.com, abgerufen am 24. Juli 2021